# واحات المغرب

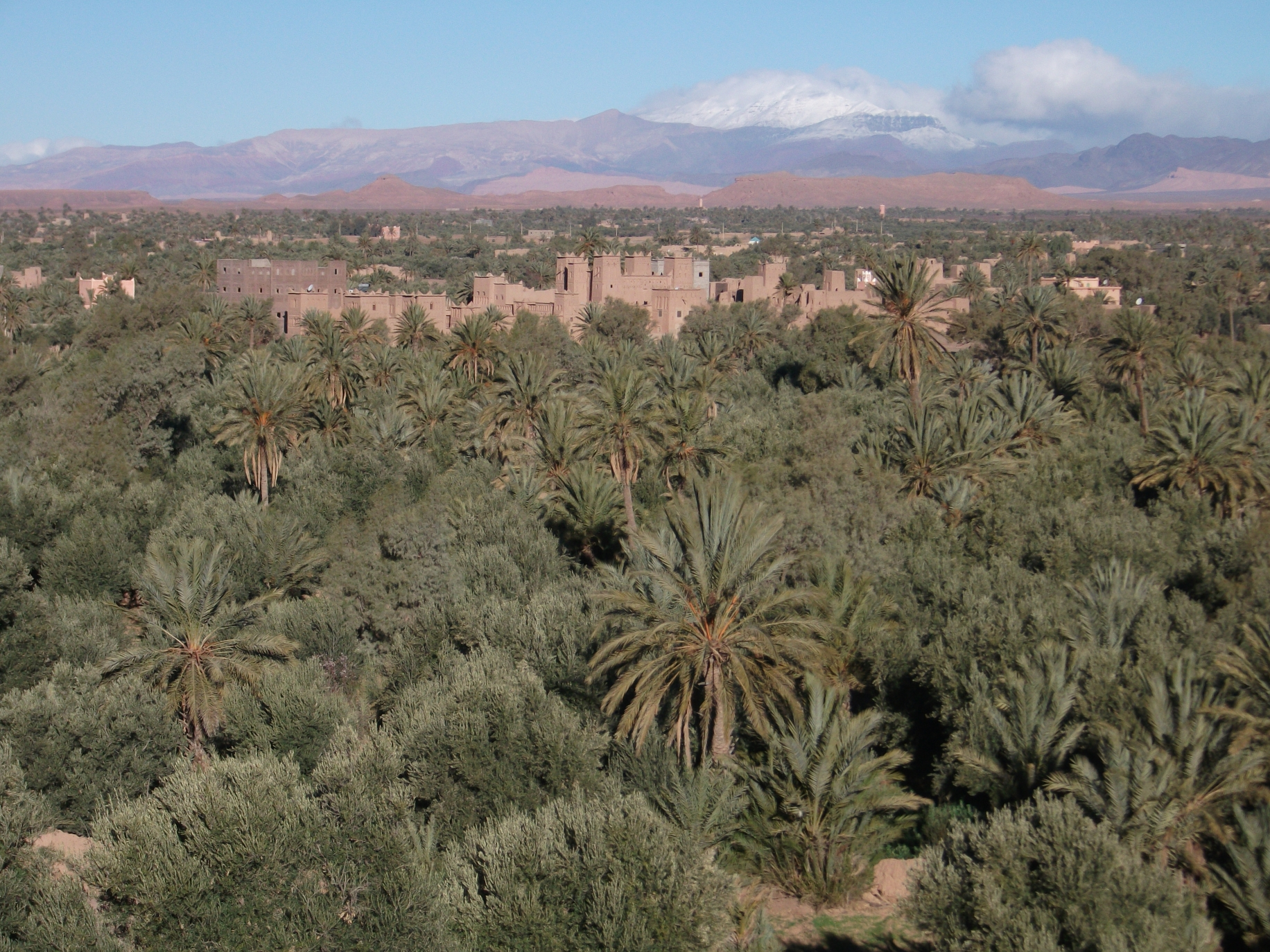
واحة سكورة

تقع واحات المغرب في مناطق ما قبل الصحراء في الجنوب الغربي، التي ترويها الأنهار التي تنبع من الأطلس الكبير والصغير. تدين هذه الوديان الخضراء بمتانتها في البيئات القاحلة لتقنيات الري المستخدمة في زراعة الكفاف. هي موطن تقليدي لقرى القصور المحصنة، التي هجرها سكانها الآن. نشأت حضارة الواحات بفضل المدن الواقعة على ضفاف الأنهار مثل سجلماسة، وهي مدينة كانت مزدهرة في تافيلالت في القرنين الثامن والحادي عشر. شهدت الواحات تدهورًا متسارعًا في نظامها البيئي خلال القرن العشرين وهي حاليًا موضوع برامج إعادة التأهيل. في عام 2000، حصل المغرب على علامة اليونسكو لمحميات المحيط الحيوي لمعظم واحات ما قبل الصحراء، أي أكثر من 7 ملايين هكتار، تحت اسم محمية المحيط الحيوي لواحات الجنوب المغربي.

## الموقع

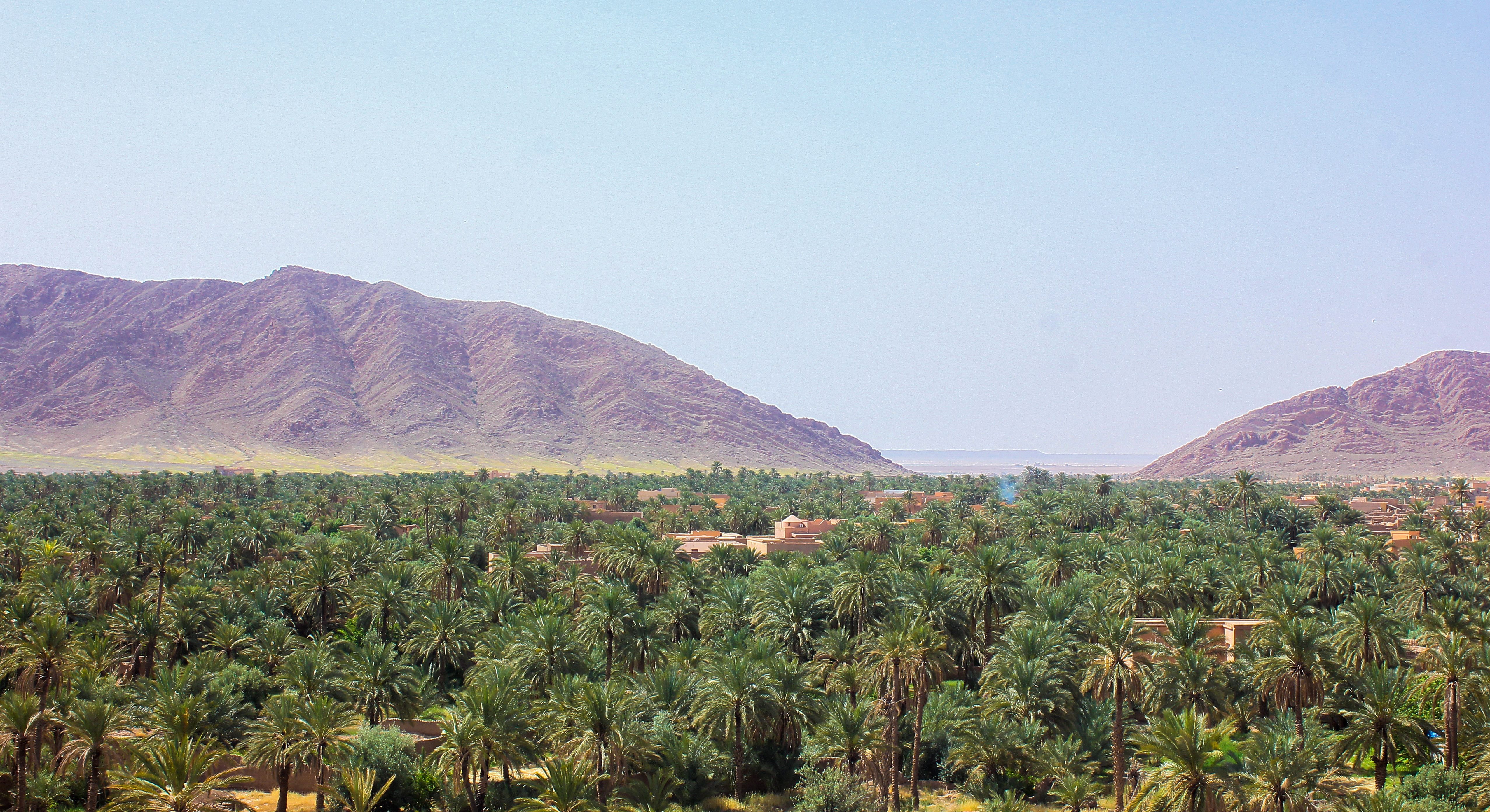
واحة فجيج

تقع الواحات المغربية في المناطق المتاخمة للصحراء الكبرى. تتغذى من مياه الأنهار التي تنبع من الجبال، على عكس واحات الصحراء الكبرى، المرتبطة بوجود المياه الأحفورية، في طبقات المياه الجوفية العميقة. هذه التيارات تجلب العناصر الفتاتية التي تشكل تربة الواحات، تُسمّى "الطمي الرمادي لبساتين النخيل". يتغذى الغطاء النباتي بشكل أساسي على هذه المساهمات الطميية.
في الجنوب الغربي من المغرب تمتد الصحراء الأطلسية تقريبًا بدون واحة؛ هذه الصحراء الساحلية هي فضاء رعوي حيث ينشط الرحل.

### ما قبل الصحراء إلى الجنوب والجنوب الشرقي من الأطلس
تتضمن مناطق فجيج وتافيلالت ودرعة الوسطى. يشكل حوض درعة وحوض زيز وقير الأعلى بدايات صحراء قارية إلى الجنوب والجنوب الشرقي من الأطلس. تعد منطقة تافيلالت موطنًا لأكبر واحة في العالم، حيث تبلغ مساحتها حوالي 77.000 كيلومتر مربع.
تتبع الواحات بعضها البعض على طول الأنهار المنحدرة من الأطلس الكبير. لها أشكال رفيعة، ذات عروض متغيرة، تتراوح من مائة متر إلى أكثر من 6 كم في درعة.

### ما قبل الصحراء إلى الجنوب الغربي من الأطلس، أو ما قبل الصحراء من درعة السفلى
تغطي منطقة ا قبل الصحراء الواقعة في الجنوب الغربي من الأطلس، التي تسقيها أنهار الأطلس الصغير، الوادي السفلي من درعة الذي يعمل "مثل ميزاب طويل يمتد من الشرق إلى الغرب عند سفح الأطلس الصغير"، من الأطلس الصغير إلى فوم درعة على المحيط الأطلسي.

## الزراعة والري

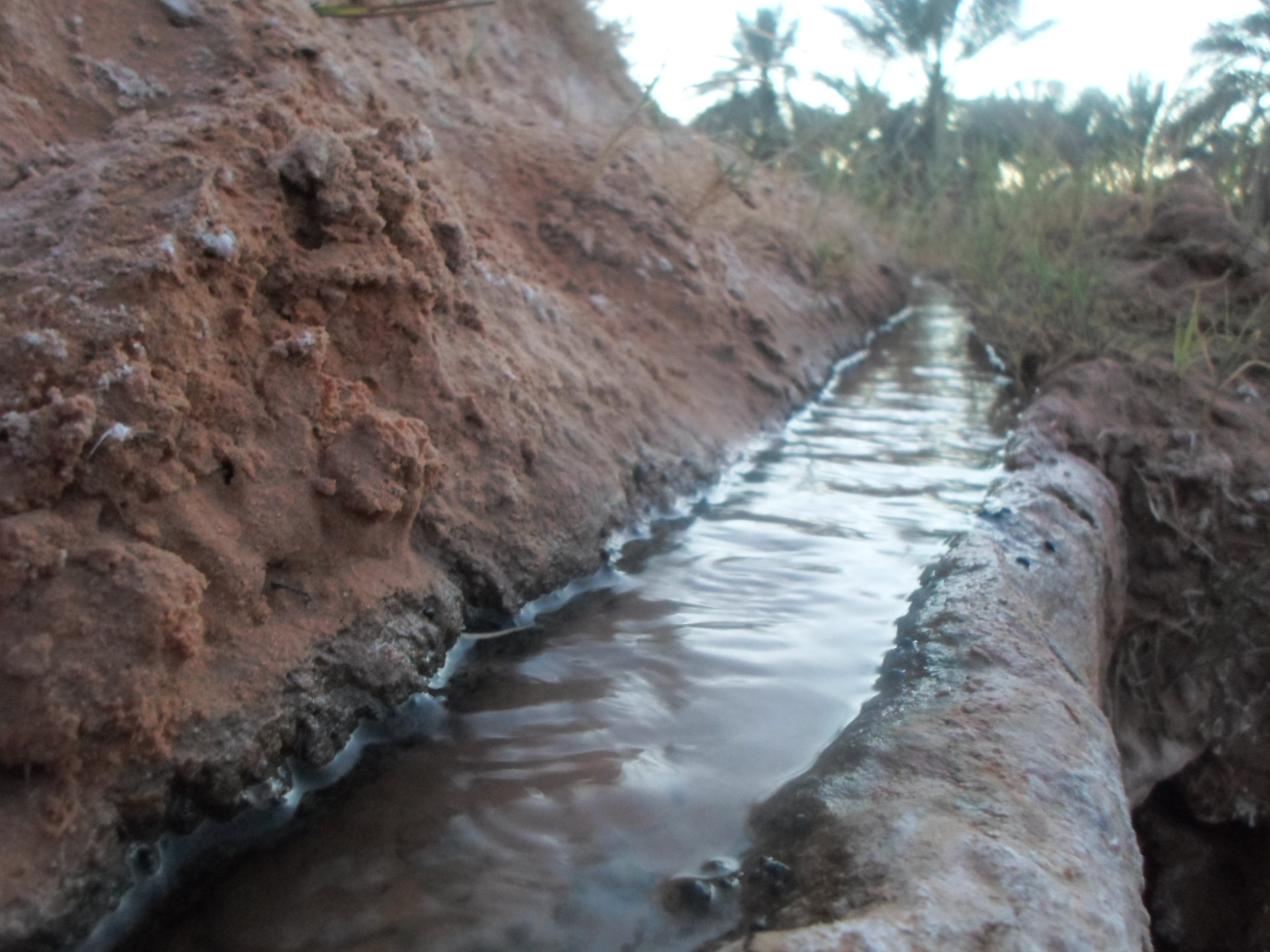
ساقية ماء

يقوم المزارعون، من خلال عملهم، بالاستفادة من الموارد المائية الشحيحة، بتطوير الواحات. تحتوي قطع الأراضي على أشجار كبيرة (نخيل) وشجيرات (زيتون، رمان، مشمش) بالإضافة إلى خضروات وحبوب وعلف. الأشجار محاطة بأحواض؛ أما بالنسبة للمحاصيل، فهي تنمو على ارتفاعات صغيرة من الأرض تفصل بينها أخاديد (الزراعة على التلال). "تعتبر زراعة الواحات جزءًا من اقتصاد الكفاف القائم على الزراعة متعددة الأنواع."
يتم ضمان توزيع المياه من خلال شبكة من قنوات الري في الهواء الطلق، تسمى الساقية، وكذلك عن طريق أحواض التخزين.
يتم الحصول على المياه من مناسيب المياه الجوفية التي هي في الواقع، في حالة هذه الواحات، عبارة عن مياه اصطناعية، مرتبطة بممارسات الزراعة المكثفة: تشكل التسلل المحلي لمياه الفيضانات المنتشرة هذه الخزانات السائلة للطابق السفلي. يتم جمع المياه من المياه الجوفية والينابيع بالحفر أو باستخدام الخطارة تقليديًا، "الأنفاق المحفورة في الطمي أو التلال وصولاً إلى طبقات المياه الجوفية" تحت الأرض (أي ما يعادل نظام القناة في إيران ونظام الفقّارة في الجزائر). اليوم يتم التخلي عن الخطارة في الغالب، ويتم استبدالها بمصارف بلاستيكية أو من الطين؛ ومع ذلك، فإن بعضها، الذي يعتبر جزءًا من التراث المائي المغربي، يخضع لأعمال الترميم.

## القصر
القصر عبارة عن قرية محصنة تشبه المدينة العتيقة، مبني على أرض غير قابلة للزراعة على حافة الواحات. يستخدم الحد الأدنى من المساحة، لتجنب الإنفاق غير الضروري للمياه.
المنازل في الأرض. يلبي البناء المرتفع للقصور ووجود أسوار وأبراج مراقبة احتياجات دفاعية في سياق كانت فيه النزاعات بين القبائل شائعة. يتجنب البناء الهائل للهيكل التعدي على قطع الأراضي الزراعية  ويحمي من أشعة الشمس القوية؛ ففضاء القصر هو في الحقيقة مميز بـ "هيمنة الظل".
القصر هو أيضًا وحدة اجتماعية واقتصادية تحتل فيها مسألة تقاسم المياه مكانة مركزية. باستثناء الآبار المملوكة للأفراد، فإن المرافق المائية مثل القنوات الجوفية أو سدود التحويل هي ملكيات جماعية وتتطلب إدارة مجتمعية. وهكذا فإن المستحقين للمياه يشاركون في التكاليف التي يتكبدها صيانة البنى التحتية التقنية. من بين المقاييس القديمة لمياه الري نجد (clepsydre)، والتي تحسب وقت كل مستفيد.

## حضارة الواحة
كانت الواحات مساحة مزدهرة قبل أن ينتقل مركز الثقل الاقتصادي للبلاد إلى سواحل المحيط الأطلسي والبحر الأبيض المتوسط.

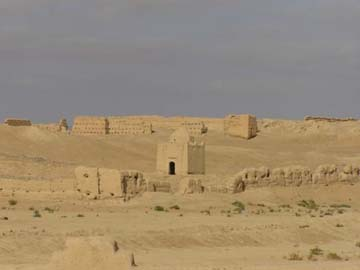
آثار سجلماسة (في موقع الريصاني الحالي).

كانت إمارة سجلماسة، التي تأسست في منتصف القرن الثامن على ضفاف نهر زيز، تشع من تافيلالت، عاصمة واحية حقيقية. وقد سبق تطورها وجود مدينتين تاريخيتين كبيرتين هما مراكش وفاس. "سجلماسة ليست أقل من الهيكل الحضري الأول في المغرب الإسلامي والثاني في المغرب العربي بعد القيروان". ارتبط ازدهارها بوظيفتها الزراعية، كما يتضح من انتشار آثارها على مسافة 13 كيلومتر على طول الضفة اليسرى لنهر زيز. كما جاءت ثروة سجلماسة من التجارة، وتحديداً تجارة قوافل الذهب مع غرب السودان. وهكذا تمكنت مدينة تافيلالت من الحفاظ على استقلاليتها لمدة ثلاثة قرون؛ "بعد فترة من الاستقلال المهيمن، هبطت إلى مرتبة مقاطعة بسيطة، في إطار دول مركزية، مثل المرابطين والموحدين والمرينيين."
استوحى المرابطون من نموذج الواحات في تطورهم لمراكش، حيث زرعوا بستان نخيل لتلطيف الطبيعة القاحلة للبيئة هناك وتشكيل "مناخ الواحة". جعلت هذه الجزيرة الخضراء من الممكن قطع الرياح والتخفيف من آثار الجفاف. كما أدخل المرابطون نظام الري الخطارة في السهل الجاف.
في القرن السادس عشر، ظهرت سلالة السعديين من منطقة درعة الوسطى. في القرن السابع عشر، عمل سلاطين السلالة العلوية، في الأصل من تافيلالت، على إعادة هذه المنطقة إلى البريق الذي فقدته منذ اختفاء سجلماسة قبل ثلاثة قرون. "نفذ الرشيد بن الشريف ومولاي إسماعيل برنامجًا طموحًا لبناء سدود على زيز وغريس، بالإضافة إلى تطوير شبكة من القنوات والطرق."

## تدهور الواحات خلال القرن العشرين
لقد فقد المغرب ثلثي واحاته خلال قرن. "خلال القرن العشرين، في المغرب، تدهور النظام البيئي للواحات بشكل واضح بسبب العديد من القيود الطبيعية والبشرية: الجفاف والملوحة ومرض البيوض وغياب برامج إعادة التأهيل." تعتبر شجرة النخيل مؤشرًا على الحالة الصحية للواحات، ولكن من بين 15 مليون نخلة كانت موجودة في واحات الأطلس الجنوبي، لم يتبق منها سوى 4 ملايين شجرة. في نهاية القرن التاسع عشر، احتل المغرب المرتبة الثالثة في العالم بين الدول المنتجة للتمور. بعد قرن تقريبًا، أصبح مستوردًا لمنتجات نخيل التمر.

### تغير المناخ والجفاف
تم تسليط الضوء على تأثير الاحتباس الحراري على الواحات خلال مؤتمر الأمم المتحدة للتغير المناخي 2016، الذي عقد في مراكش. لطالما كانت الواحات حامية ضد التصحر، لكنها تعاني الآن من الجفاف. تؤثر غزوات الكثبان الرملية على بعض واحات تافيلالت ودرعة. "ويقدر تراكم الطمي في الأراضي الصالحة للزراعة في تافيلالت بنحو 500 هكتار في السنة."

### الهجرات والتحضر
أصبحت الزراعة نشاطًا هامشيًا نسبيًا.
أصبحت الكثير من القصور مهجورة، أو في حالة خراب. إن تآكل المجتمعات التي سكنت هناك يشكل في بعض الحالات عقبة أمام استعادتها.

### سوء إدارة المياه
الانخفاض الحاد في منسوب المياه الجوفية هو نتيجة للاستغلال المفرط، وسوء إدارة المياه السطحية. ويشمل ذلك تركيب مضخات بمحركات وحفر آبار جديدة بدون ترخيص مما أدى إلى جفاف الينابيع.

## تجديد بساتين النخيل
تم تجديد بساتين النخيل التقليدية الشاسعة في درعة وزيز تافيلالت جزئيًا، وذلك بفضل بناء واديين حديثين يهدفان إلى تنظيم التدفق.
بدأت حملة غرس في عام 2010؛ حيث تم غرس 3 ملايين نخلة في المغرب عام 2018.

## روابط خارجية
- تدبير الواحات المغربية: خطاب وممارسة مزدوجين
- جوانب من التراث الأثري بواحات الجنوب الشرقي للمغرب واحات غريس وفركلة نموذجا
- Le système oasien du Maroc : essai pour l’établissement d’une stratégie d’aménagement du système oasien du Maroc, Institut royal des Études stratégiques, 2011, lire en ligne.
- Toufik Ftaïta, « Patrimoine hydraulique et préservation de la diversité en milieu aride : le cas des oasis marocaines », dans Tarik Dahou et alii, Pouvoirs, sociétés et nature au sud de la Méditerranée, Karthala, 2011, p. 185-206, lire en ligne.
- Mohamed Ait El Mokhtar, Raja Ben Laouane, Mohamed Anli, Abderrahim Boutasknit, Abdessamad Fakhech, Said Wahbi, and Abdelilah Meddich, «Climate Change and Its Impacts on Oases Ecosystem in Morocco», chap. 12 dans Climate Change and Its Impact on Ecosystem Services and Biodiversity in Arid and Semi-Arid Zones, 2019, lire en ligne
- Mohamed Aït Hamza, B. El Faskaoui et Alfons Fermin, « Les oasis du Drâa au Maroc », Hommes & migrations [En ligne], 1284 | 2010, mis en ligne le 01 mars 2012. URL : http://journals.openedition.org/hommesmigrations/1241 ; DOI : 10.4000/hommesmigrations.1241
- Chloé Capel, « Une grande hydraulique saharienne à l’époque médiévale : L’oued Ziz et Sijilmassa (Maroc) », Mélanges de la Casa de Velázquez [Online], 46-1 | 2016, Online since 01 January 2018. URL : http://journals.openedition.org/mcv/6918 ; DOI : 10.4000/mcv.6918
- Tariq Madani, « Le partage de l’eau dans l’oasis de Figuig (Maroc oriental) », Mélanges de la Casa de Velázquez [Online], 36-2 | 2006, Online since 11 October 2010, URL : http://journals.openedition.org/mcv/2016 ; DOI : 10.4000/mcv.2016